# Каменна Гора
Каменна Гора или Камѐнна Гу̀ра (на полски: Kamienna Góra; на немски: Landeshut in Schlesien) е град в Югозападна Полша, Долносилезко войводство. Административен център е на Каменногорски окръг, както и на селската Каменногорска община, без да е част от нея. Самият град е обособен в самостоятелна община с площ 18,04 км2.

## География
Градът се намира в историческата област Долна Силезия. Разположен е на 18 километра западно от Валбжих, на 38 километра югоизточно от Йеленя Гора и на 12 километра от границата с Чехия.

## История
За пръв път селището е споменато в писмен документ през 1249 година.
В периода (1975 – 1998) е част от Йеленьогорското войводство.

## Население
Населението на града възлиза на 19 348 души (2017 г.). Гъстотата е 1073 души/км2.

## Личности
Родени в града:
- Карл Готхард Лангханс – немски архитект
- Валтер Арнт – немски зоолог
- Малгожата Доброволска – полска актриса
- Александра Нешпеляк – полска актриса

## Градове партньори
- Ikast, Дания
- Трутнов, Чехия
- Vierzon, Франция
- Волфенбютел, Германия
- Битерфелд-Волфен, Германия